# 박창근 (야구인)
박창근(1983년 2월 25일 ~)은 SK 와이번스에서 뛰었던 대한민국의 전직 야구 선수이다.

## 출신 학교
- 경기고등학교

## 등번호
- 13 (2002-2004)